# Des'ree
Des'ree (Londen, 30 november 1968) is de artiestennaam van Desirée Annette Weekes, een Britse zangeres, die eind jaren '90 van de 20e eeuw enkele hits scoorde. Haar grootste succes in Nederland behaalde ze in de zomer van 1998, toen de single Life op nummer 1 kwam in zowel de Nederlandse Top 40 als de Mega Top 100. De single You Gotta Be uit 1994 was haar grootste internationale succes. Deze single behaalde de 5e positie in de Verenigde Staten en werd drie keer een top 20-hit in thuisland het Verenigd Koninkrijk. In Nederland kwam de single niet verder dan de Tipparade.
In 1993 scoorde Des'ree een bescheiden hit met Delicate, een duet met Terence Trent D'Arby. In 1996 was zij te zien in Romeo + Juliet als zangeres. Het nummer Kissing You verscheen op de soundtrack en later ook op haar eigen album Supernatural.
Na jarenlange stilte verscheen op 8 september 2019 de single Don't Be Afraid, als voorloper van een nieuw studioalbum, A Love Story, dat op 11 oktober dat jaar werd uitgebracht. Het was haar eerste nieuwe werk in 16 jaar tijd.

## Discografie

### Albums
| Album met eventuele hitnotering(en) in de Nederlandse Album Top 100 | Datum van verschijnen | Datum van binnenkomst | Hoogste positie | Aantal weken | Opmerkingen |
| ------------------------------------------------------------------- | --------------------- | --------------------- | --------------- | ------------ | ----------- |
| Mind adventures                                                     | 1992                  | 14-03-1992            | 49              | 7            |             |
| I ain't movin'                                                      | 1994                  | 11-06-1994            | 60              | 5            |             |
| Supernatural                                                        | 1998                  | 11-07-1998            | 4               | 31           |             |
| Endangered species                                                  | 2000                  | -                     |                 |              |             |
| Dream soldier                                                       | 2003                  | -                     |                 |              |             |
| A love story                                                        | 2019                  | -                     |                 |              |             |

### Singles
| Single met eventuele hitnotering(en) in de Nederlandse Top 40 | Datum van verschijnen | Datum van binnenkomst | Hoogste positie | Aantal weken | Opmerkingen              |
| ------------------------------------------------------------- | --------------------- | --------------------- | --------------- | ------------ | ------------------------ |
| Feel so high                                                  | 1992                  | 07-03-1992            | 23              | 4            |                          |
| Delicate                                                      | 1993                  | 03-07-1993            | tip10           | -            | met Terence Trent D'Arby |
| You gotta be                                                  | 1994                  | 28-05-1994            | tip20           | -            |                          |
| Life                                                          | 1998                  | 18-07-1998            | 1(5wk)          | 22           |                          |
| What's your sign                                              | 1998                  | 07-11-1998            | tip13           | -            |                          |
| You gotta be (1999 mix)                                       | 1999                  | 06-03-1999            | tip20           | -            |                          |

### NPO Radio 2 Top 2000
| Nummer met noteringen in de NPO Radio 2 Top 2000 | '01  | '02  | '03 | '04  |
| ------------------------------------------------ | ---- | ---- | --- | ---- |
| Life                                             | 1955 | 1935 | -   | 1939 |

1. ↑  Een '-' betekent dat het nummer niet was genoteerd en een vetgedrukt getal geeft de hoogste notering aan.
2. ↑  2001 was het eerste jaar met een notering voor dit nummer.
3. ↑  Deze tabel is bijgewerkt tot en met de meest recente editie (2024).

- Bibsys: 9033700
- Bibliothèque nationale de France: cb13966056f (data)
- Gemeinsame Normdatei: 134765435
- International Standard Name Identifier: 0000 0000 5518 6325
- Library of Congress Control Number: no96068064
- MusicBrainz: 250504d4-eca1-4b23-bea6-db1dc7d2eaf9
- Nationale Bibliotheek van Tsjechië: xx0155078
- Nationale Bibliotheek van Israël: 987007403007805171
- Nationale Bibliotheek van Polen: a0000003733489
- Nederlandse Thesaurus van Auteursnamen: 102354677
- Virtual International Authority File: 291912842